# Solenocaulon ramosum
Solenocaulon ramosum är en korallart som beskrevs av Sydney John Hickson 1903. Solenocaulon ramosum ingår i släktet Solenocaulon och familjen Anthothelidae. Inga underarter finns listade i Catalogue of Life.